# Chapanov Peak
Der Chapanov Peak (englisch; bulgarisch Чапанов връх Tschapanow wrach) ist ein felsiger, teilweise unvereister und 600 m hoher Berg an der Oskar-II.-Küste des Grahamlands auf der Antarktischen Halbinsel. Er ragt 1,95 km nordwestlich des Diralo Point, 2,58 km südöstlich des Zahariev Peak und 5,85 km westlich des Kaloyanov Peak im Metlichina Ridge auf. Der Punchbowl Glacier liegt nordnordöstlich und die Borima Bay südlich von ihm.
Britische Wissenschaftler kartierten ihn 1964. Die bulgarische Kommission für Antarktische Geographische Namen benannte ihn 2012 nach dem Meteorologen Zontscho Tschapanow (1930–1971), der von Januar bis April 1967 als erster bulgarischer Wissenschaftler in Antarktika auf der sowjetischen Mirny-Station tätig war.